# Kob żółty
Kob żółty (Kobus kob) – gatunek antylopy. Jej wizerunek widnieje w godle Ugandy.

## Występowanie
Występuje w Afryce od Senegalu po Kenię na sawannie i innych terenach trawiastych. 

## Charakterystyka

### Budowa
Barwa czerwonobrązowa do żółtobrązowej lub brunatnożółtej. Czasem występują białe plamy i biaława strona brzuszna. U samców występują długie rogi w kształcie liry ze spiralnymi bruzdami.
Osiągane rozmiary:
- masa ciała: 50–120 kg[4].
- długość ciała: 1,25–1,8 m[4].
- długość ogona: 200–400 mm[4].
- wysokość w kłębie: 0,7–1,05 m[4].
- długość rogów: około 40–70 cm[4].

Samce są większe od samic.

### Ekologia
Żywi się trawą. Jest aktywny w dzień oraz przed zachodem słońca. Dorosłe samce są terytorialne, jednak nie znakują swojego terenu. 

### Rozmnażanie
Po ciąży trwającej około 7,5−9 miesięcy rodzi się jedno młode. Młode osiągają dojrzałość płciową po około 400 dniach.

## Podgatunki
- Kobus kob kob
- Kobus kob adolfi
- Kobus kob bahrkeetae
- Kobus kob leucotis
- Kobus kob pousarguesi
- Kobus kob riparia
- Kobus kob thomasi – kob ugandzki
- Kobus kob ubangiensis

## Zagrożenia
Gatunek nie jest zagrożony wyginięciem (status LC w 2016).